# Berggransångare
Berggransångare (Phylloscopus sindianus) är en fågel i familjen lövsångare inom ordningen tättingar. Den förekommer i bergstrakter i Asien i två skilda områden, dels i Kaukasus, dels kring Kashmir.

## Utseende och läte
Berggransångaren är mycket lik gransångaren. Fåglar i Kaukasus mest lik sibirisk gransångare (P. c. tristis), men med smalare mörkare näbb, brunare ovansida och mattgula sidor. Populationen i Kashmir, P. s. lorenzii, är varmare och mörkare brun än nominatformen. Berggransångarens sång är nästan identisk med gransångarens, men locklätet är ett svagt psuu. 

## Utbredning och systematik
Berggransångare delas in i två underarter med skilda utbredningsområden:
- Phylloscopus sindianus lorenzii (kaukasisk gransångare) – förekommer från sydvästra Asien (östra Turkiet till Kaukasus, Transkaukasien och nordöstra Iran)
- Phylloscopus sindianus sindianus (kashmirgransångare) – förekommer från allra västligaste Kina (sydvästra Xinjiang) till norra Pakistan och norra Indien

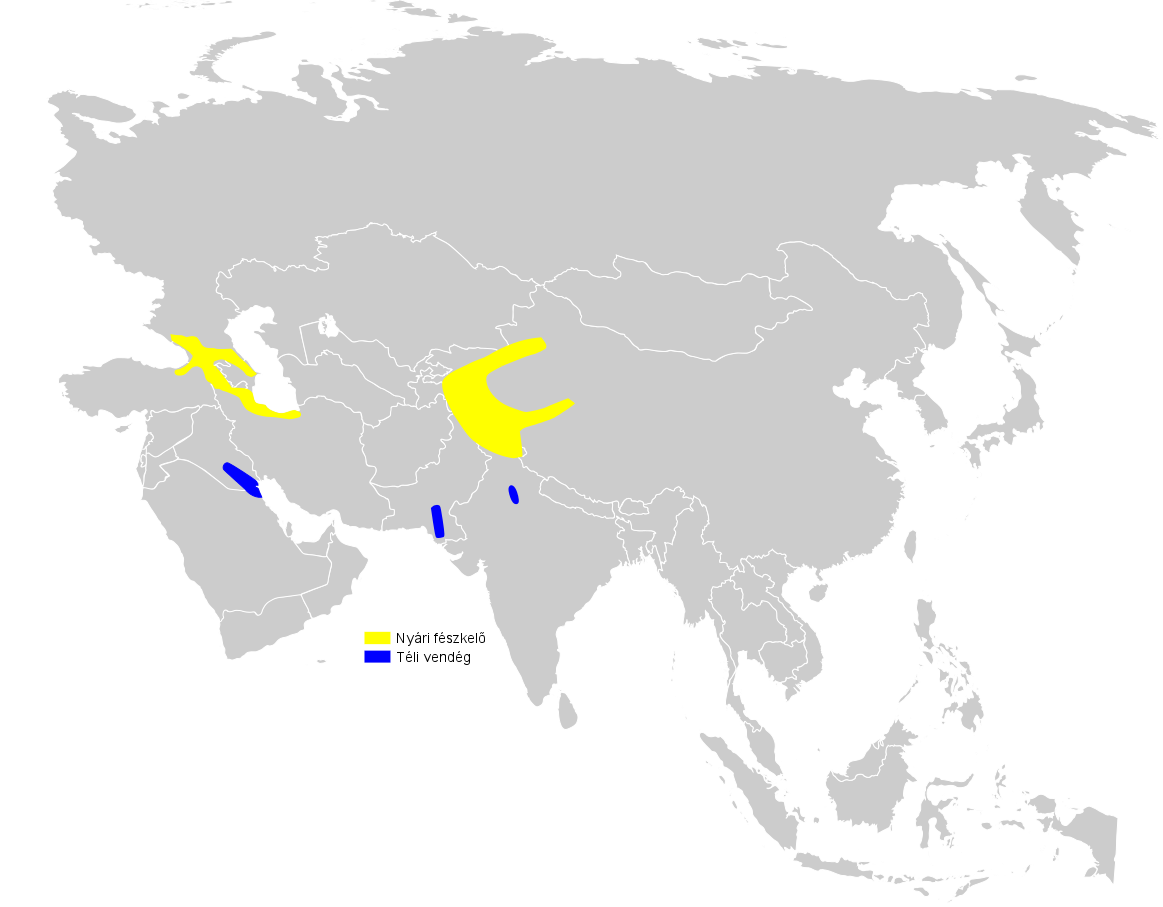
Berggransångarens utbredningsområde, där gult är häckningsområde och blått övervintringsområde.

Båda underarter flyttar till lägre höjder på vintern. Den är sympatrisk med gransångaren i ett litet område i västra Kaukasus, men hybrider förekommer sällan, om någonsin.

### Familjetillhörighet
Lövsångarna behandlades tidigare som en del av den stora familjen sångare (Sylviidae). Genetiska studier har dock visat att sångarna inte är varandras närmaste släktingar. Istället är de en del av en klad som även omfattar timalior, lärkor, bulbyler, stjärtmesar och svalor. Idag delas därför Sylviidae upp i ett antal familjer, däribland Phylloscopidae. Lövsångarnas närmaste släktingar är familjerna cettior (Cettiidae), stjärtmesar (Aegithalidae) samt den nyligen urskilda afrikanska familjen hylior (Hyliidae).

## Levnadssätt
Under häckningssäsongen återfinns berggransångaren i tall- och björkskog, pilsumpskog, vassbälten, poppellundar och alar utmed åar och forsar, men även i trädgårdar, buskage med havtorn, Myricaria elegans eller rhododendron samt på sluttningar med en och bland dvärgbjörk vid trädgränsen. Den häckar från maj till början av augusti och lägger två till fem ägg. Det är osäkert vad den livnär sig av, men troligen småinsekter, spindlar och under hösten bär.

## Status och hot
Arten har ett stort utbredningsområde och en stor population med stabil utveckling. Utifrån dessa kriterier kategoriserar IUCN arten som livskraftig (LC). I Europa tros det häcka 82.000-320.000 par. Eftersom Europa antas motsvara ungefär 35% av artens utbredningsområde uppskattas världspopulationen till 468.000-1.829.000 vuxna individer.